# Dolomitcsoport
A dolomitcsoport a VII.Borátok, nitrátok, karbonátok ásványosztályában a vízmentes karbonátok alosztály önálló csoportja. Ide sorolják a vízmentes karbonátok  trigonális rendszerben kristályosodó tagjait. A dolomitcsoport általános képlete: AB(CO3)2, ahol A= Ba, Ca míg B= Fe, Mg, Mn, Zn illetve ezek kombinációja.

## A csoport tagjai
- Ankerit. Ca(Fe,Mg Mn)(CO3)2.
- Dolomit. CaMg(CO3)2.

Benstonit. (Ba,Sr)6(Ca,Mn)6Mg(CO3)13.
- Sűrűsége: 3,62 g/cm³.
- Keménysége: 3,0-4,0   (a Mohs-féle keménységi skála szerint).
- Színe:   hófehér, világossárga, sárgásbarna.
- Fénye: üvegfényű.
- Pora:   fehér.
- Gyakori összetétele:
- Bárium (Ba) =34,0%
- Stroncium (Sr) =7,2%
- Kalcium (Ca) =9,95
- Magnézium (Mg) =1,3%
- Mangán (Mn) =4,6%
- Szén (C) =8,6%
- Oxigén (O) =34,4%

Huntit CaMg3(CO3)4.
- Sűrűsége: 2,7 g/cm³.
- Keménysége: 1,0-2,0 nagyon lágy ásvány (a Mohs-féle keménységi skála szerint).
- Színe:   fehér, enyhén sárga.
- Fénye: földszerű, fakó.
- Pora:   fehér.
- Gyakori összetétele:
- Kalcium (Ca) =11,4%
- Magnézium (Mg) =20,6%
- Szén (C) =13,6%
- Oxigén (O) =54,4%

Kutnohorit. (névváltozata: kutnahorit) Ca(Mg,Mn,Fe)(CO3)2.
- Sűrűsége: 3,1 g/cm³.
- Keménysége: 3,5-4,0  (a Mohs-féle keménységi skála szerint).
- Színe:   fehér, világossárga, világosrózsaszín.
- Fénye: üvegfényű.
- Pora:   fehér.
- Gyakori összetétele:
- Kalcium (Ca) =19,5%
- Magnézium (Mg) =3,5%
- Mangán (Mn) =16,0%
- Vas (Fe) =2,7%
- Szén (C) =11,7%
- Oxigén (O) =46,6%

Minrecordit. CaZn(CO3)2.
- Sűrűsége: 3,25 g/cm³.
- Keménysége: 3,5-4,0  (a Mohs-féle keménységi skála szerint).
- Színe:   színtelen, fehér.
- Fénye: gyöngyházfényű.
- Pora:   fehér.
- Gyakori összetétele:
- Kalcium (Ca) =17,8%
- Cink (Zn) =29,0%
- Szén (C) =10,6%
- Oxigén (O) =42,6%

Norsethit. BaMg(CO3)2.
- Sűrűsége: 3,85 g/cm³.
- Keménysége: 3,5 (a Mohs-féle keménységi skála szerint).
- Színe:   színtelen, fehér.
- Fénye: gyöngyházfényű.
- Pora:   fehér.
- Gyakori összetétele:
- Bárium (Ba) =48,8%
- Magnézium (Mg) =8,6%
- Szén (C) =8,5%
- Oxigén (O) =34,1%